# Kanawiu
Kanawiu (gr. Κανναβιού) – wieś w Republice Cypryjskiej, w dystrykcie Pafos. W 2011 roku liczyła 175 mieszkańców.